# Raymond Sabouraud

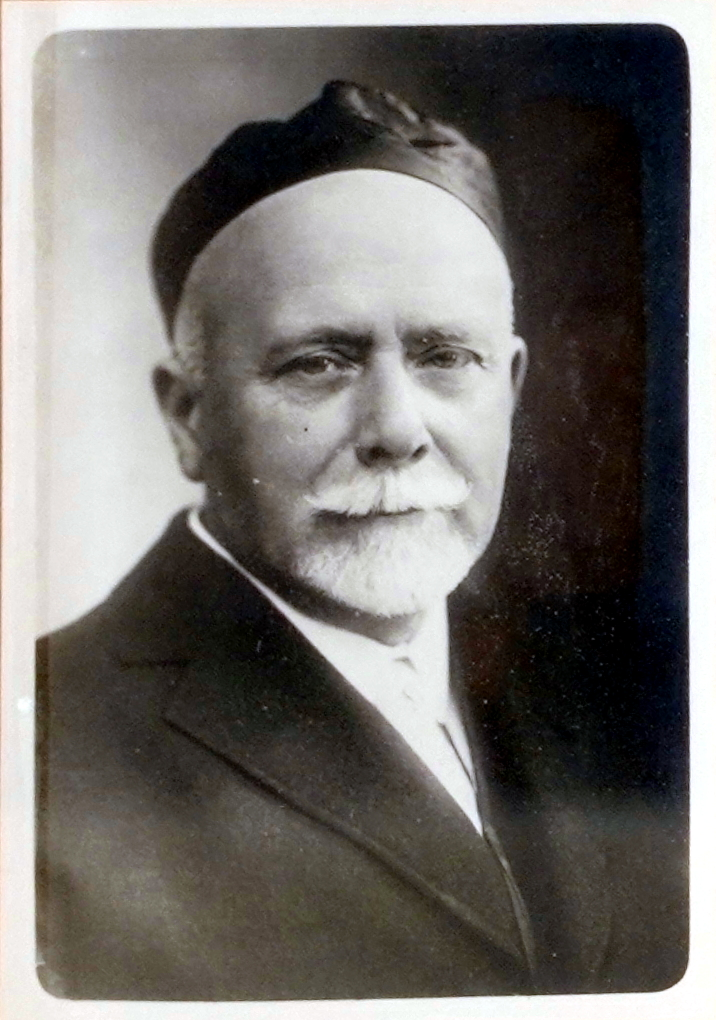
Raymond Sabouraud

Raymond Sabouraud (* 24. November 1864 in Nantes; † 4. Februar 1938 in Paris) war ein französischer Dermatologe und Mykologe. Daneben war er auch künstlerisch als Maler und Bildhauer erfolgreich.
Sabouraud betrieb eine weithin bekannte dermatologische Klinik. Er entwickelte den später nach ihm benannten Sabouraud-Agar zur Kultivierung von Pilzen.